# Zwart pigment
Zwarte pigmenten zijn stoffen die alle kleuren licht absorberen, waardoor ze als zwart gezien worden. Om als pigment te kunnen dienen moet een stof ook in poedervorm de zwarte kleur behouden en moet deze niet oplosbaar zijn in water of olie. Zwarte pigmenten worden gebruikt in verf en inkt, bijvoorbeeld voor druktechnieken, maar ook in allerlei andere toepassingen, zoals schoensmeer en cosmetica.

## Oorsprong
De naam van een zwart pigment is vaak afkomstig van de bron waar dit pigment uit gemaakt wordt. Zo werd lampenzwart oorspronkelijk gemaakt van het roet van brandende lampenolie.

## Toepassingen
Bij menging met wit worden zwarte pigmenten niet altijd neutraal grijs. Soms ontstaat er een duidelijke kleurzweem, bijvoorbeeld groen, blauw of bruin.
Er worden pogingen gedaan om het zuiverst mogelijke zwart te produceren. Een voorbeeld daarvan is Vantablack, dat meer dan 99,9% van alle licht absorbeert. Het materiaal bestaat uit koofstofbuisjes op nanoschaal. Een conventionele zwarte verf absorbeert 99,7% van al het zichtbare licht.
Een zwarte inkt is Oost-Indische inkt, met roetdeeltjes die in water zweven. In verf voor kunstschilders wordt meestal alleen lampenzwart, ivoorzwart en oxydzwart (marszwart) aangeboden.

#### Lijst van zwarte pigmenten
| Naam                                       | Samenstelling                                                        | Oorsprong | Overige eigenschappen |
| ------------------------------------------ | -------------------------------------------------------------------- | --- | --- |
| Wijnstokzwart of wijngaardzwart            | Koolstof C                                                           | Gemaakt van jonge scheuten van de wijnstok. Die moeten goed worden verbrand in een oven, zodat houtskool ontstaat. Na vermaling ontstaat het pigment. | Wordt ook wel blauwblauw genoemd. Gemengd met wit ontstaat een koele grijstint. |
| Asfalt grafiet                             |                                                                      | | |
| Beenzwart                                  | Koolstof                                                             | Gemaakt van gebrande beenderen | Wordt blauwachtig indien gemengd met wit. |
| Grafietzwart                               | Koolstof in de vorm van grafiet, het koolstofgehalte varieert.       | Wordt gewonnen als delfstof, maar ook gemaakt uit cokes of door verhitting van carbon black tot ten minste 3000 °C. | Grijzig, glanzend, transparant. Wordt gebruikt in potlood. Hoe meer deeltjes grafiet het potlood afgeeft, des te zwarter het resultaat. |
| IJzeroxide                                 | IJzer(II)oxide FeO                                                   | | Blauwachtig |
| Marszwart, oxydzwart                       | IJzer(III)oxide Fe3O4                                                | Synthetisch | Heeft een hoge kleurkracht en is roodachtig. Goed dekkend. N.B. ijzeroxides komen ook voor in gele oker en rauwe sienna, maar als ijzeroxidehydraat, dat geel is. Bij verhitting wordt dat rood en ontstaat en rode oker en gebrande sienna. Ook omber bevat ijzer(III)oxide. |
| Ivoorzwart                                 | gecarbonateerd calciumfosfaat C, Ca3(P04)2                           | Oorspronkelijk gemaakt van verbrand ivoor, later van beenderen of hoorn, die verkoold worden in afwezigheid van lucht. | Werd oorspronkelijk gezien als het diepste zwart. In verf barst het snel indien ongemengd gebruikt. Is dekkend, maar matige kleurkracht. Heeft een neutrale tot iets warme toon.                                                                                              |
| Magnetiet                                  | IJzer(II,III)oxide                                                   | | Is magnetisch |
| Mangaanzwart                               | (Fe,Mn)3O4                                                           | | |
| Nigrosine                                  |                                                                      | Synthetische kleurstoffen, al bekend in de 19e eeuw. Sommige varianten zijn oplosbaar in water en daarom strikt genomen geen pigment. Andere varianten zijn oplosbaar in olie. | Zwart tot donkerblauw of donkerrood. Wordt gebruikt voor leer, hout en textiel. In balpennen zit nigrosine, maar ook in schoensmeer. |
| Roetzwart, ook wel ovenzwart, carbon black | Amorf koolstof                                                       | Bolletjes koolstof, zonder kristalstructuur. De omvang van de deeltjes hangt sterk af van de manier waarop het wordt gemaakt. Er zijn verschillende manieren, door de rook van vlammen op dunne ijzeren kanaaltjes te laten neerslaan, die vervolgens worden afgeschraapt. Een andere manier is via onvolledige verbranding van gasvormige of vloeibare koolwaterstoffen in een oven. | Deze stof wordt ook gebruikt als versterking van rubber, bijvoorbeeld autobanden, die er daardoor zwart uitzien. Oost-Indische inkt is gemaakt met dit pigment, evenals carbonpapier.                                                                                         |
| Spinel zwart                               | (Fe, Mn) (Fe, Mn)2O4                                                 | | |
| Driebrandzwart                             |                                                                      | Driemaal verbrand roetzwart om alle teerresten te verwijderen | |
| Lampenzwart                                |                                                                      | Werd oorspronkelijk oorspronkelijk gemaakt van het roet dat bijvoorbeeld door dikke lampolie in een ondiepe pan te laten branden. Als bron werd creosoot gebruikt, waar een zware rook van af kwam. | Mogelijk is dit het oudste zwarte pigment. Half dekkend, bij menging een koele kleur. Hoge kleurkracht |
| Mummiezwart                                |                                                                      | Gemaakt van verbrande mummies | |
| Potzwart                                   |                                                                      | | |
| Matzwart                                   |                                                                      | | |
| Romeins zwart                              |                                                                      | | |
| Zijdezwart                                 | IJzeroxide vermengd met mica.                                        | | Glanzend. |
| Acetyleen zwart                            |                                                                      | Door het verhitten van het gasvormige acetyleen tot 800 °C in de afwezigheid van lucht. | Sterk geleidend en kent daardoor toepassingen in bepaalde batterijen, "dry cells" |
| IJzergal                                   | Looizuur (uit eikengallen) en een metaalzout zoals ijzer(II)sulfaat. | | Gebruikt in gallusinkt na toevoegen van arabische gom en water. Deze kleurstof is niet volkomen lichtecht en verbleekt in de loop der jaren naar bruin. Ook vreet deze inkt zich door papier heen.                                                                            |